# Hotel Hans Egede
 For alternative betydninger, se Hans Egede. (Se også artikler, som begynder med Hans Egede)
Hotel Hans Egede er et firestjernet hotel med et femstjernet konferencecenter i Nuuk (Godthåb), Grønlands hovedstad. Det er opkaldt efter den dansk-norske missionær Hans Egede. Hotellet er beliggende på hovedgaden Aqqusinersuaq. Det har 156 værelser og 20 lejligheder ude i byen. På hotellet øverste etage er restauranterne Sarfalik og A Hereford Beefstouw. Det er almindeligt anvendt til konferencer.